# 特里斯纳凯尔陨石坑
特里斯纳凯尔陨石坑（Triesnecker）是月球正面中央区一座醒目的撞击坑，就坐落在中央湾中，大约形成于哥白尼纪，其名称取自奥地利耶稣会天文学弗朗茨·德·保拉·特里斯内克尔（Franz de Paula Triesnecker，1745年-1817年），1935被国际天文联合会批准接受。

## 描述

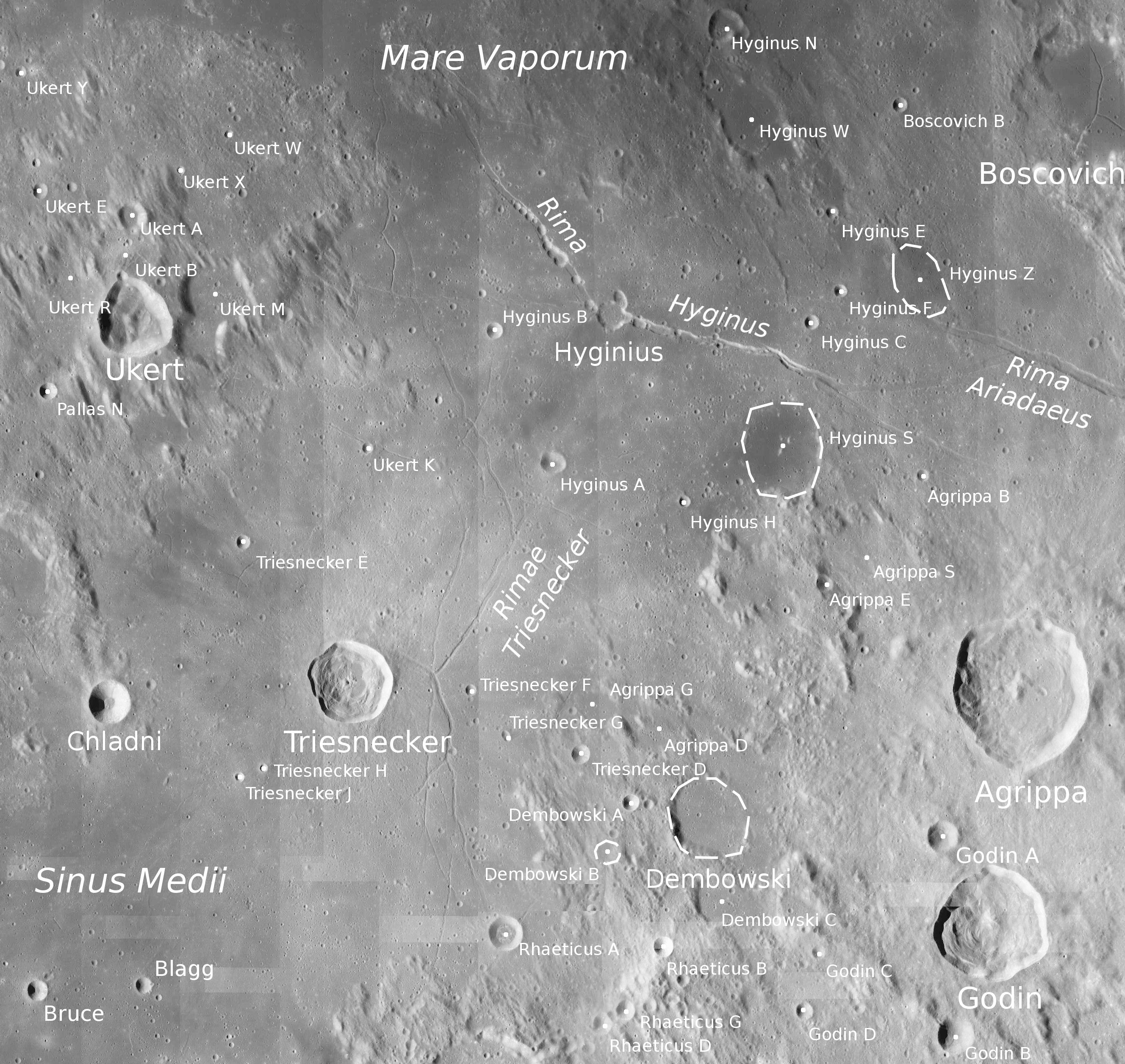
月球勘测轨道器拍摄

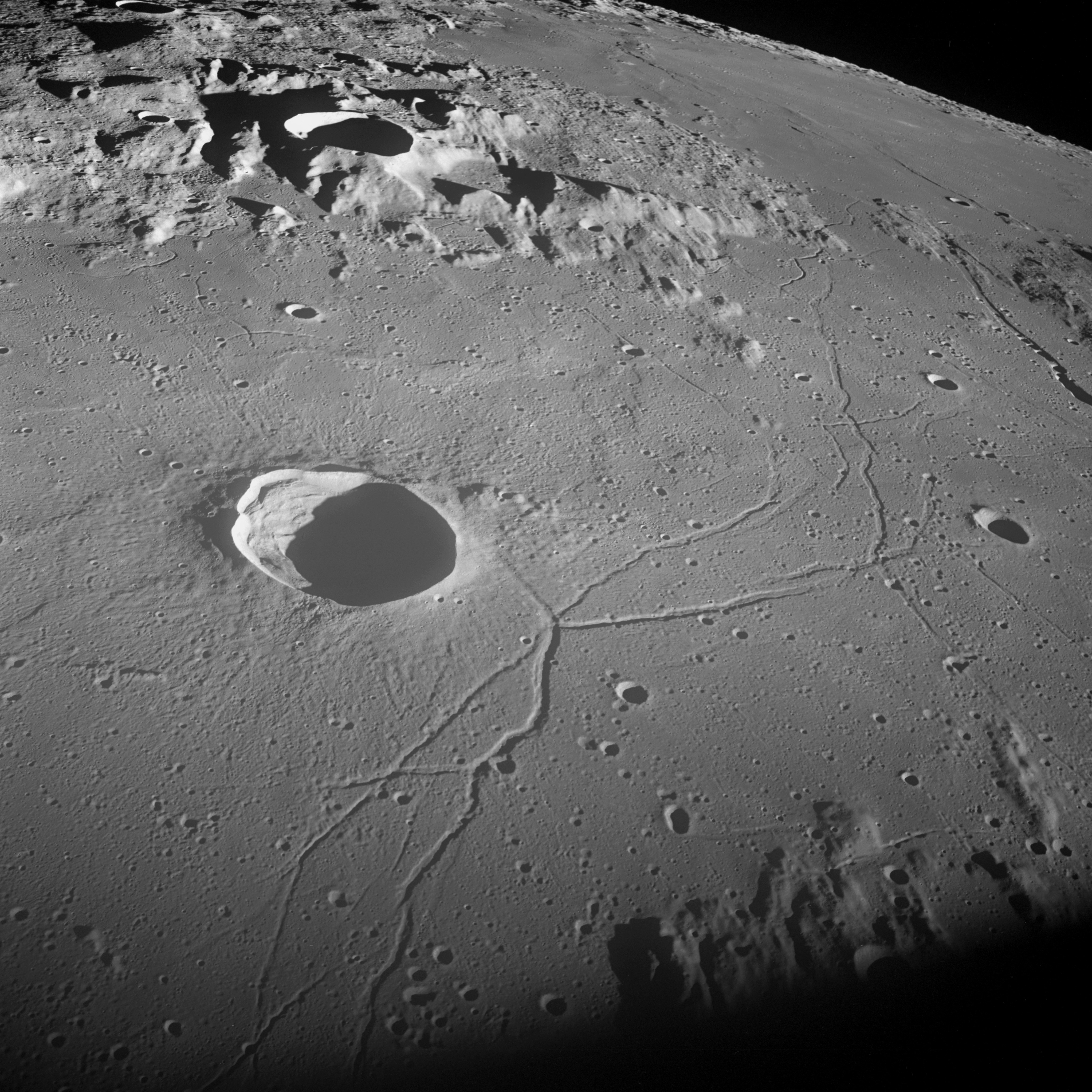
阿波罗10号拍摄的陨坑和月溪斜视图

该陨坑的西侧分布着克拉德尼陨石坑、麦奇生环形山和帕拉斯陨石坑；西北和东北则是乌克特陨石坑和许癸努斯环形山；而登博夫斯基陨石坑、阿格里巴环形山和戈丁陨石坑坐落在它的东侧；南面横亘着雷蒂库斯陨石坑。陨坑的东面有一组以它命名的沟系，南北伸展达200公里；西面则延伸着一道线型地堑，可能产生于地表下的构造活动。陨坑的中心月面坐标为4°11′N 3°36′E / 4.18°N 3.6°E，直径约25公里，
深约2.76公里。
该陨坑的边缘形似略为扭曲的圆环，西侧外壁有一处明显向外凸出，东南和东北侧也略有外鼓；陨坑东侧外壁较西侧稍高，坑壁平均较坑底高出2780米，较周边地区高870米；该陨坑内侧壁带有阶地结构，坑底表面较为崎岖，中心处坐落着一座370米高的中央峰，内部容积约有440公里³。特里斯纳凯尔陨石坑拥有明亮的射纹系统，在太阳高照时非常醒目，射线纹延伸距离超过300公里。往东北是一条发端于许癸努斯环形山中心的许癸努斯月溪。
特里斯纳凯尔陨石坑是直径在15-50公里，内部拥有中央峰(从直径26公里开始)、内侧壁带阶地结构和坍塌痕迹的撞击坑的典型代表，这些陨石坑被归类为"TRI 型"(以该陨坑的简称命名)。
该陨坑已被月球和行星观测协会(ALPO)列入《带有明亮射纹系统的撞击坑列表》。

## 陨坑截面图
该图显示了陨坑不同方向上的截面部位，纵向坐标轴(Y轴)单位为英尺，右上方图显示的比例尺为米。

## 卫星陨石坑
按照惯例，最靠近特里斯纳凯尔陨石坑的卫星坑在月图上以字母标注在该坑中心点的旁边。

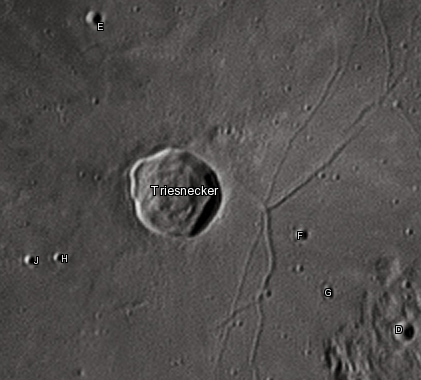
戴维·坎贝尔图片.

| 特里斯纳凯尔 | 纬度   | 经度   | 直径   |
| ------------ | ------ | ------ | ------ |
| D            | 3.5° N | 6.0° E | 6 公里 |
| E            | 5.6° N | 2.5° E | 5 公里 |
| F            | 4.1° N | 4.8° E | 4 公里 |
| G            | 3.7° N | 5.2° E | 3 公里 |
| H            | 3.3° N | 2.8° E | 3 公里 |
| J            | 3.3° N | 2.5° E | 3 公里 |

## 延伸阅读
- Andersson, L. E.; Whitaker, E. A. . NASA RP-1097. 1982.
- Blue, Jennifer. . USGS. July 25, 2007  [2007-08-05].
- Bussey, B.; Spudis, P. . New York: Cambridge University Press. 2004. ISBN 0-521-81528-2.
- Cocks, Elijah E.; Cocks, Josiah C. . Tudor Publishers. 1995. ISBN 0-936389-27-3.
- McDowell, Jonathan. . Jonathan's Space Report. July 15, 2007  [2007-10-24].
- Menzel, D. H.; Minnaert, M.; Levin, B.; Dollfus, A.; Bell, B. . Space Science Reviews. 1971-06, 12 (2). Bibcode:1971SSRv...12..136M. ISSN 0038-6308. doi:10.1007/BF00171763 （英语）.
- Moore, Patrick. . Sterling Publishing Co. 2001. ISBN 0-304-35469-4.
- Price, Fred W. . Cambridge University Press. 1988. ISBN 0521335000.
- Rükl, Antonín. . Kalmbach Books. 1990. ISBN 0-913135-17-8.
- Webb, Rev. T. W.  6th revision. Dover. 1962. ISBN 0-486-20917-2.
- Whitaker, Ewen A. . Cambridge University Press. 1999. ISBN 0-521-62248-4.
- Wlasuk, Peter T. . Springer. 2000. ISBN 1852331933.